# Noruega en los Juegos Paralímpicos de Geilo 1980
Noruega estuvo representada en los Juegos Paralímpicos de Geilo 1980 por un total de 37 deportistas, 27 hombres y 10 mujeres.

## Medallistas
El equipo paralímpico noruego obtuvo las siguientes medallas:
| Nombre                                                         | Deporte                    | Evento                             |
| -------------------------------------------------------------- | -------------------------- | ---------------------------------- |
| Oro                                                            |                            |                                    |
| Britt Mjaasund Øyen                                            | Carrera de trineo en hielo | 100 m IV femenino                  |
| Britt Mjaasund Øyen                                            | Carrera de trineo en hielo | 500 m IV femenino                  |
| Britt Mjaasund Øyen                                            | Carrera de trineo en hielo | 800 m IV femenino                  |
| Kari Aronsen                                                   | Carrera de trineo en hielo | 100 m V femenino                   |
| Kari Aronsen                                                   | Carrera de trineo en hielo | 500 m V femenino                   |
| Kari Aronsen                                                   | Carrera de trineo en hielo | 800 m V femenino                   |
| Erik Sandbraaten                                               | Carrera de trineo en hielo | 100 m I masculino                  |
| Erik Sandbraaten                                               | Carrera de trineo en hielo | 500 m I masculino                  |
| Vidar Johnsen                                                  | Carrera de trineo en hielo | 100 m II masculino                 |
| Vidar Johnsen                                                  | Carrera de trineo en hielo | 500 m II masculino                 |
| Rolf Einar Øyen                                                | Carrera de trineo en hielo | 1500 m I masculino                 |
| Karl Henrik Seemann                                            | Carrera de trineo en hielo | 1500 m II masculino                |
| Cato Zahl Pedersen                                             | Esquí alpino               | Eslalon 3B masculino               |
| Cato Zahl Pedersen                                             | Esquí alpino               | Eslalon gigante 3B masculino       |
| Britt Mjaasund Øyen                                            | Esquí de fondo             | 5 km distancia corta 5 femenino    |
| Britt Mjaasund Øyen                                            | Esquí de fondo             | 10 km distancia media 5 femenino   |
| Erik Sandbraaten                                               | Esquí de fondo             | 5 km distancia corta 5 masculino   |
| Cato Zahl Pedersen                                             | Esquí de fondo             | 10 km distancia media 3B masculino |
| Morten Langerød                                                | Esquí de fondo             | 10 km distancia media 5A masculino |
| Geir Vegard Ålien                                              | Esquí de fondo             | 10 km distancia media 5B masculino |
| Terje Løvås                                                    | Esquí de fondo             | 20 km distancia larga 5A masculino |
| Hans Anton Ålien                                               | Esquí de fondo             | 20 km distancia larga 5B masculino |
| Hans Anton Ålien Geir Vegard Ålien Morten Langerød Terje Løvås | Esquí de fondo             | 4 × 10 km 5A-5B masculino          |
| Plata                                                          |                            |                                    |
| Bente Grønli                                                   | Carrera de trineo en hielo | 100 m V femenino                   |
| Bente Grønli                                                   | Carrera de trineo en hielo | 500 m V femenino                   |
| Bente Grønli                                                   | Carrera de trineo en hielo | 800 m V femenino                   |
| Sylva Olsen                                                    | Carrera de trineo en hielo | 100 m IV femenino                  |
| Sylva Olsen                                                    | Carrera de trineo en hielo | 500 m IV femenino                  |
| Karin Endsjø Hansen                                            | Carrera de trineo en hielo | 800 m IV femenino                  |
| Rolf Einar Øyen                                                | Carrera de trineo en hielo | 100 m I masculino                  |
| Rolf Einar Øyen                                                | Carrera de trineo en hielo | 500 m I masculino                  |
| Karl Henrik Seemann                                            | Carrera de trineo en hielo | 100 m II masculino                 |
| Karl Henrik Seemann                                            | Carrera de trineo en hielo | 500 m II masculino                 |
| Olav Kirkebø                                                   | Carrera de trineo en hielo | 100 m III masculino                |
| Olav Kirkebø                                                   | Carrera de trineo en hielo | 500 m III masculino                |
| Paul Jacobsen                                                  | Carrera de trineo en hielo | 1500 m I masculino                 |
| Vidar Johnsen                                                  | Carrera de trineo en hielo | 1500 m II masculino                |
| Terje Løvås                                                    | Esquí de fondo             | 10 km distancia media 5A masculino |
| Morten Langerød                                                | Esquí de fondo             | 20 km distancia larga 5A masculino |
| Kari Heggum                                                    | Esquí de fondo             | 5 km distancia corta 5A femenino   |
| Kari Heggum                                                    | Esquí de fondo             | 10 km distancia media 5A femenino  |
| Aud Berntsen                                                   | Esquí de fondo             | 5 km distancia corta 5B femenino   |
| Aud Berntsen                                                   | Esquí de fondo             | 10 km distancia media 5B femenino  |
| Aud Berntsen Aud Grundvik Kari Heggum Aud Jensen               | Esquí de fondo             | 4 × 5 km 5A-5B femenino            |
| Bronce                                                         |                            |                                    |
| Karin Endsjø Hansen                                            | Carrera de trineo en hielo | 100 m IV femenino                  |
| Karin Endsjø Hansen                                            | Carrera de trineo en hielo | 500 m IV femenino                  |
| Sylva Olsen                                                    | Carrera de trineo en hielo | 800 m IV femenino                  |
| Paul Jacobsen                                                  | Carrera de trineo en hielo | 500 m I masculino                  |
| Erik Sandbraaten                                               | Carrera de trineo en hielo | 1500 m I masculino                 |
| Egil Johnsen                                                   | Carrera de trineo en hielo | 1500 m II masculino                |
| Thorbjørn Foss                                                 | Esquí de fondo             | 10 km distancia media 5A masculino |
| Hans Anton Ålien                                               | Esquí de fondo             | 10 km distancia media 5B masculino |
| Thorbjørn Foss                                                 | Esquí de fondo             | 20 km distancia larga 5A masculino |
| Geir Vegard Ålien                                              | Esquí de fondo             | 20 km distancia larga 5B masculino |